# NGC 4170
NGC 4170 (بالإنجليزية: NGC 4170)‏ الذي يرمز له بالرمز NGC 4170، هو نجم، ومجرة، في كوكبة الهلبة.

## الاكتشاف
اكتشف في 10 مايو 1864.